# Pödelist

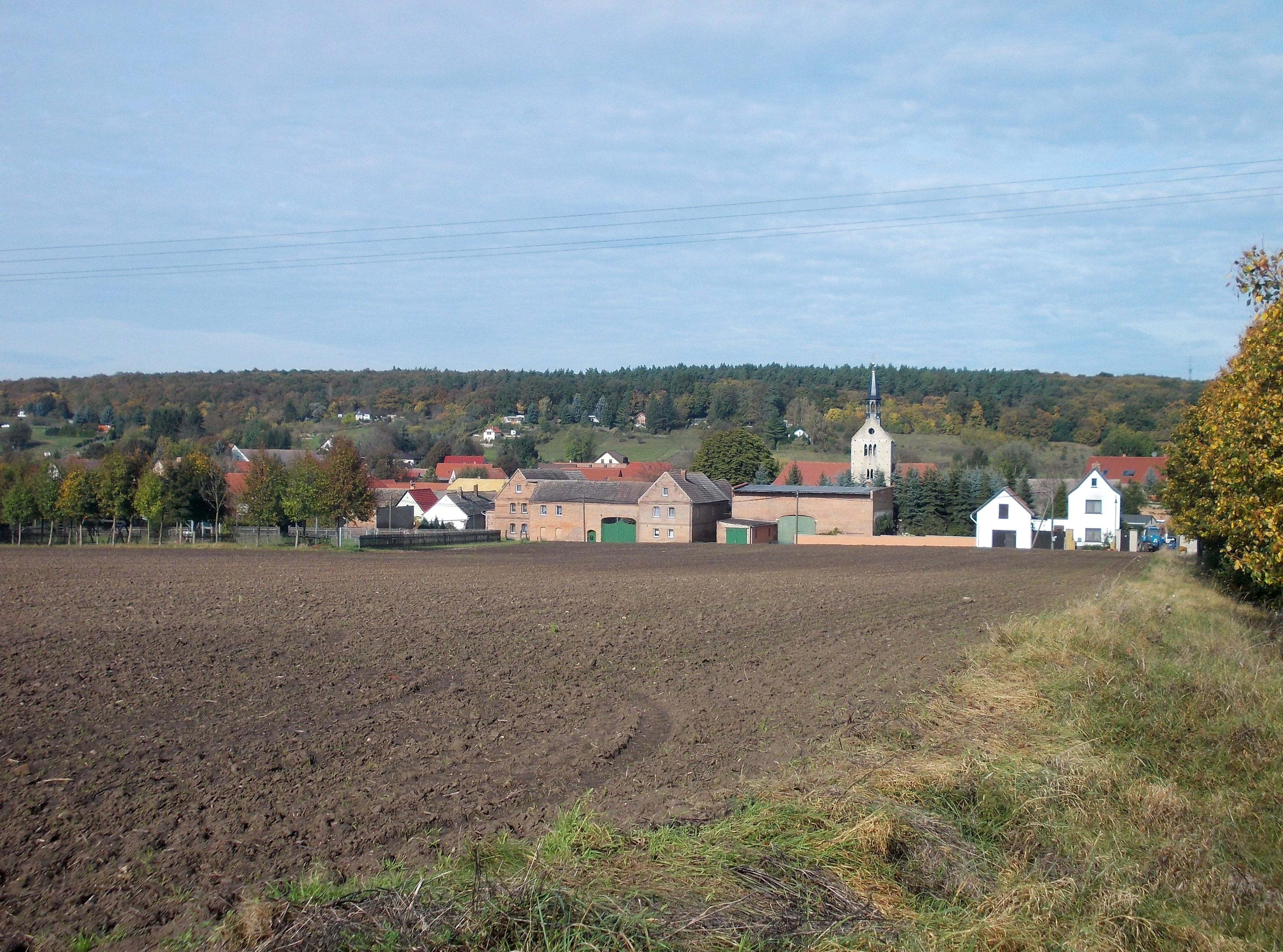
Blick auf Pödelist, im Hintergrund das Waldgebiet Alte Göhle

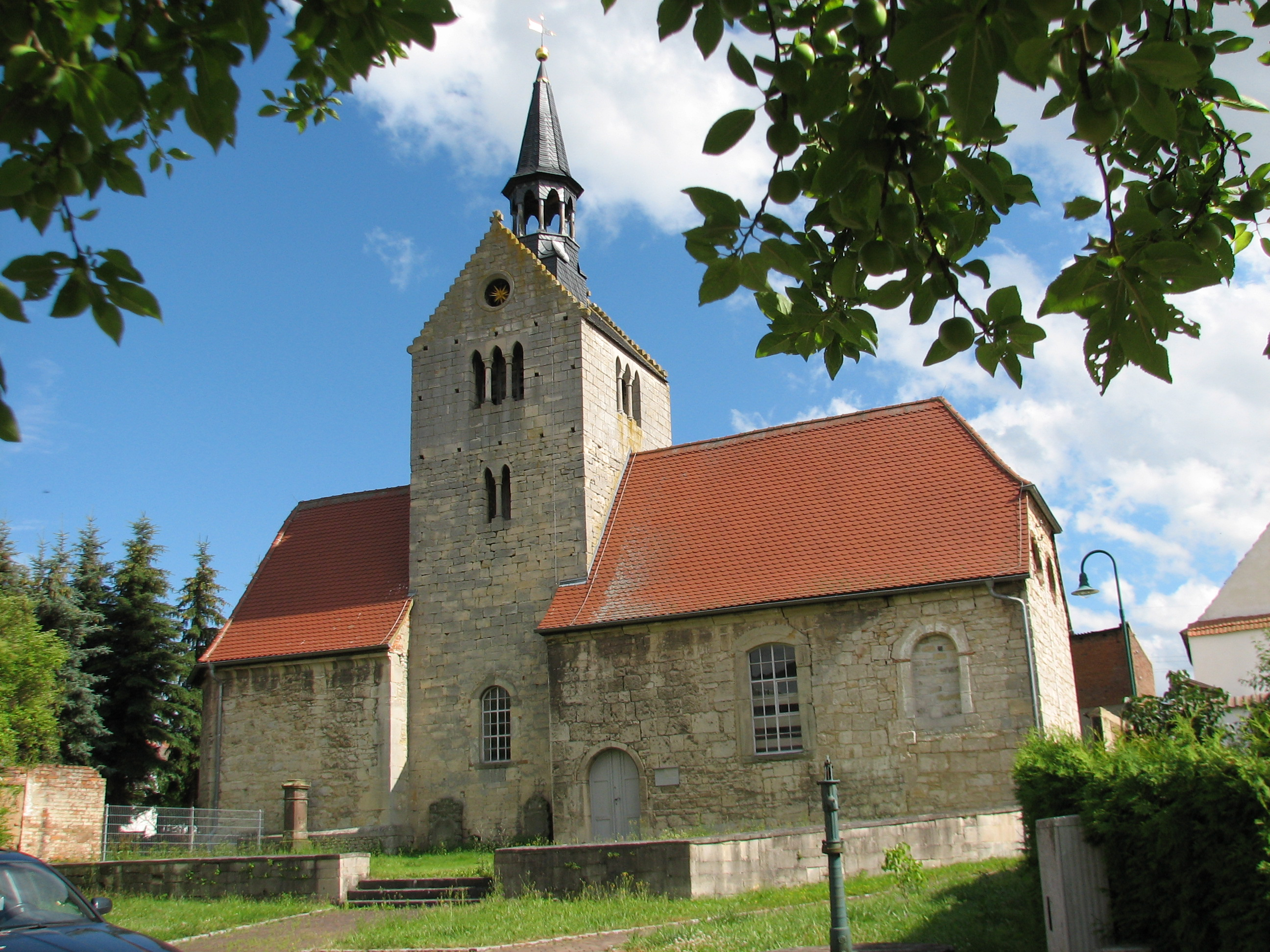
St.-Pankratius-Kirche zu Pödelist, Vorderansicht (2017)

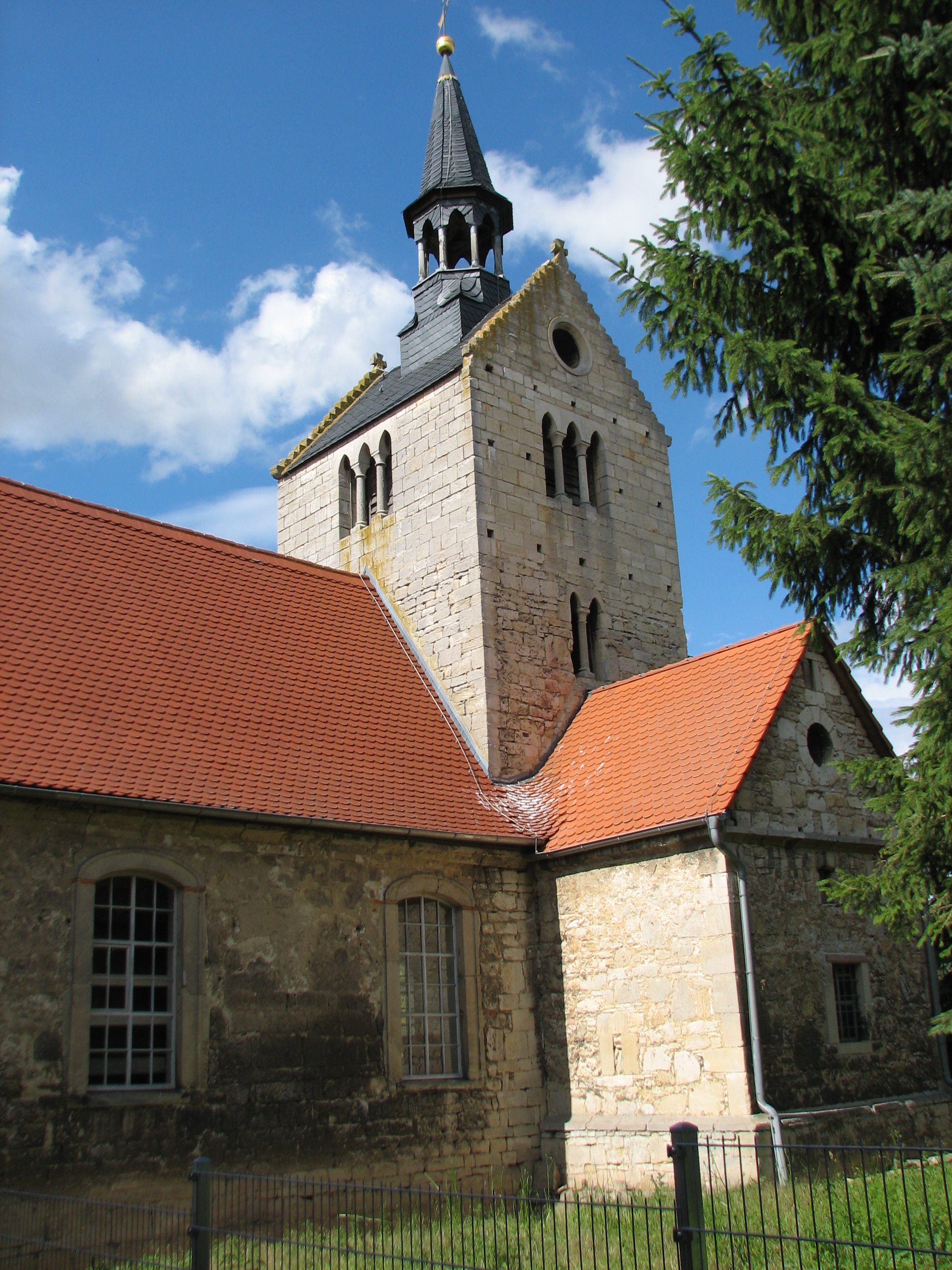
St.-Pankratius-Kirche zu Pödelist, Rückansicht (2017)

Pödelist ist ein Stadtteil von Freyburg (Unstrut) im Burgenlandkreis in Sachsen-Anhalt.

## Geografie
Pödelist liegt zwischen Halle (Saale) und Weimar.
Zur ehemaligen Gemeinde Pödelist gehörte der Ortsteil Dobichau.

## Geschichte
Der Ort befand sich bis 1458 im Besitz der Herren von Nißmitz und gelangte dann durch Tausch an die Wettiner, unter deren Herrschaft Pödelist als unmittelbares Amtsdorf bis 1815 zum sächsischen Amt Freyburg gehörte.
Am 1. Juli 1950 wurde die bis dahin eigenständige Gemeinde Dobichau eingegliedert.
Am 1. Juli 2009 wurde die vormals eigenständige Gemeinde Pödelist nach Freyburg (Unstrut) eingemeindet. Letzter ehrenamtlicher Bürgermeister war Bodo Schimmler, der erstmals am 12. Juni 1994 gewählt wurde.

## Denkmäler
- St.-Pankratius-Kirche
- Kriegerdenkmal

## Verkehr
Westlich des Ortes verläuft die Bundesstraße 180, die von Naumburg (Saale) nach Querfurt führt.

## Persönlichkeiten
- Carl-Gottlob Cramer (1758–1817), Schriftsteller und Lehrer an der Forstakademie zu Dreißigacker, geboren in Pödelist